# کلود لنزمن
کلود لَنزمَن (تلفظ فرانسوی: [lanzman]; فرانسوی: Claude Lanzmann‎‏؛ ۲۷ نوامبر ۱۹۲۵ – ۵ ژوئیه ۲۰۱۸) یک روزنامه‌نگار، نویسنده، کارگردان و فیلم‌نامه‌نویس اهل فرانسه بود. از فیلم‌های او می‌توان به شوآ که در مورد هولوکاست ساخته شده، اشاره کرد. وی همچنین برنده جوایزی همچون لژیون دونور شده‌است.
با فیلم «شوآ» [هولوکاست] (۱۹۸۵) داستان اسارت و کشتار یهودیان به دست نازی‌ها در جنگ دوم جهانی را برای همیشه ثبت کرد؛ فیلمی نه ساعته که یازده سال صرف ساخت آن شد و ۳۵۰ ساعت راش‌های فیلم بعدها روی یک پایگاه اینترنتی قرار گرفت تا برای همه قابل استفاده باشد. این فیلم در سال ۲۰۱۴ در رای‌گیری مجله «سایت اند ساوند» از برخی منتقدان، به عنوان دومین فیلم مستند برتر تاریخ سینما انتخاب شد.
کلود لنزمن، در ۵ ژوئیه ۲۰۱۸ در نود و دو سالگی درگذشت.

## جوایز
- ۲۰۱۰: دی ولت
- ۲۰۱۱: لژیون دونور
- ۲۰۱۳: خرس طلایی افتخاری در شصت و سومین جشنواره بین‌المللی فیلم برلین

## آثار

### فیلم‌ها
شوآ (۱۹۸۵)

### کتاب‌ها
- Shoah: An Oral History of the Holocaust: The Complete Text of the Film. Pantheon Books, New York 1985, شابک ‎۹۷۸−۰−۳۹۴−۵۵۱۴۲−۵
- The Patagonian Hare: A Memoir (translated by Frank Wynne). London: Atlantic Books, 2012, شابک ‎۹۷۸−۱−۸۴۸۸۷−۳۶۰−۵ ; Farrar, Straus and Giroux, New York ۲۰۱۲، شابک ‎۹۷۸−۰−۳۷۴−۲۳۰۰۴−۳
- La Tombe du divin plongeur. Gallimard, Paris 2012 شابک ‎۹۷۸−۲−۰۷۰−۴۵۶۷۷−۲